# Habří
Habří (en allemand : Habern) est une commune du district de České Budějovice, dans la région de Bohême-du-Sud, en République tchèque. Sa population s'élevait à 117 habitants en 2023.

## Géographie
Habří se trouve à 12 km à l'ouest-sud-ouest de České Budějovice et à 126 km au sud de Prague.
La commune est limitée par Kvítkovice au nord, par Dubné et Lipí à l'est, par Vrábče au sud et par Křemže et Jankov à l'ouest.

## Histoire
La première mention écrite du village date de 1264.

## Galerie

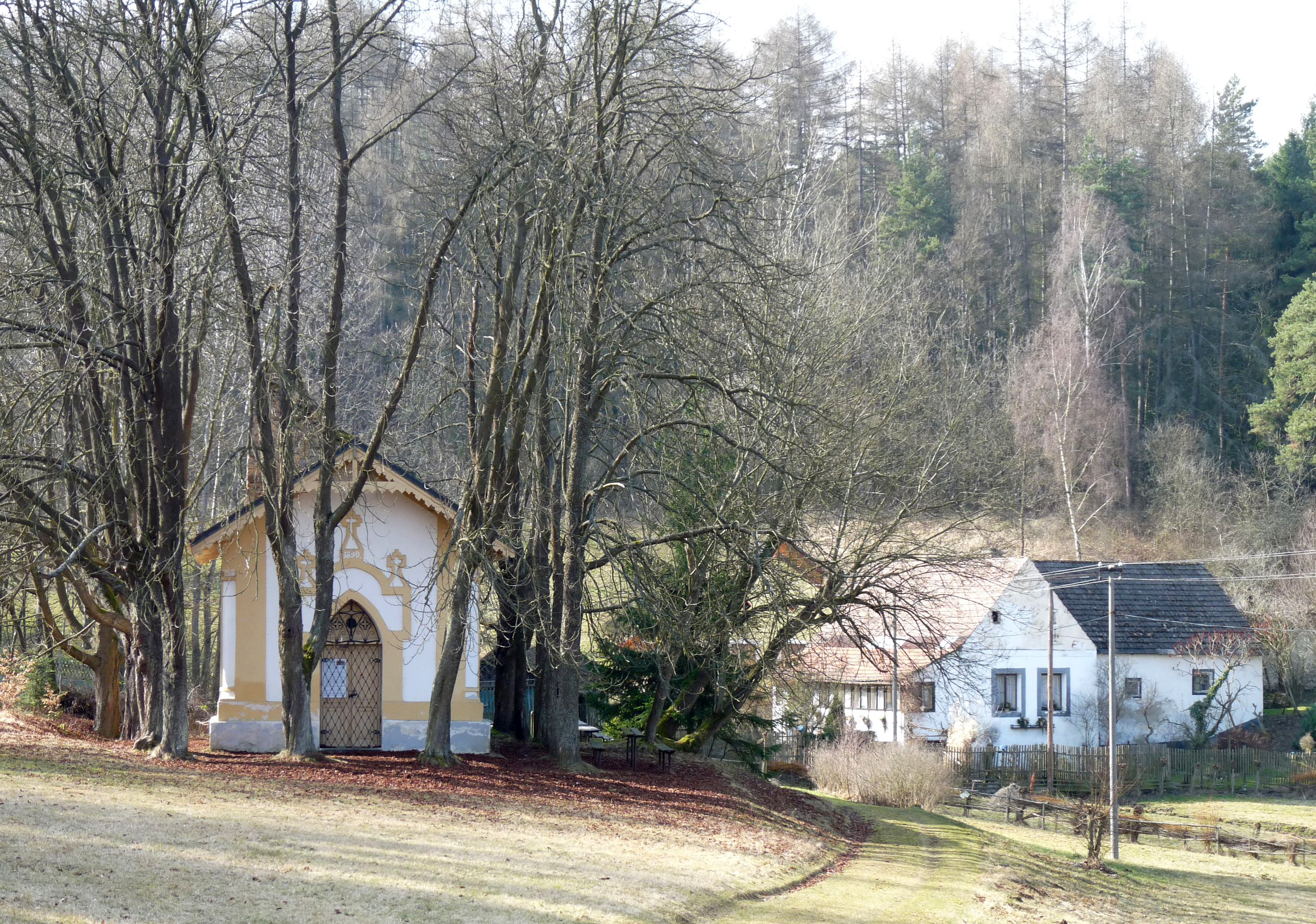
Église et chapelle Saint-Vit.
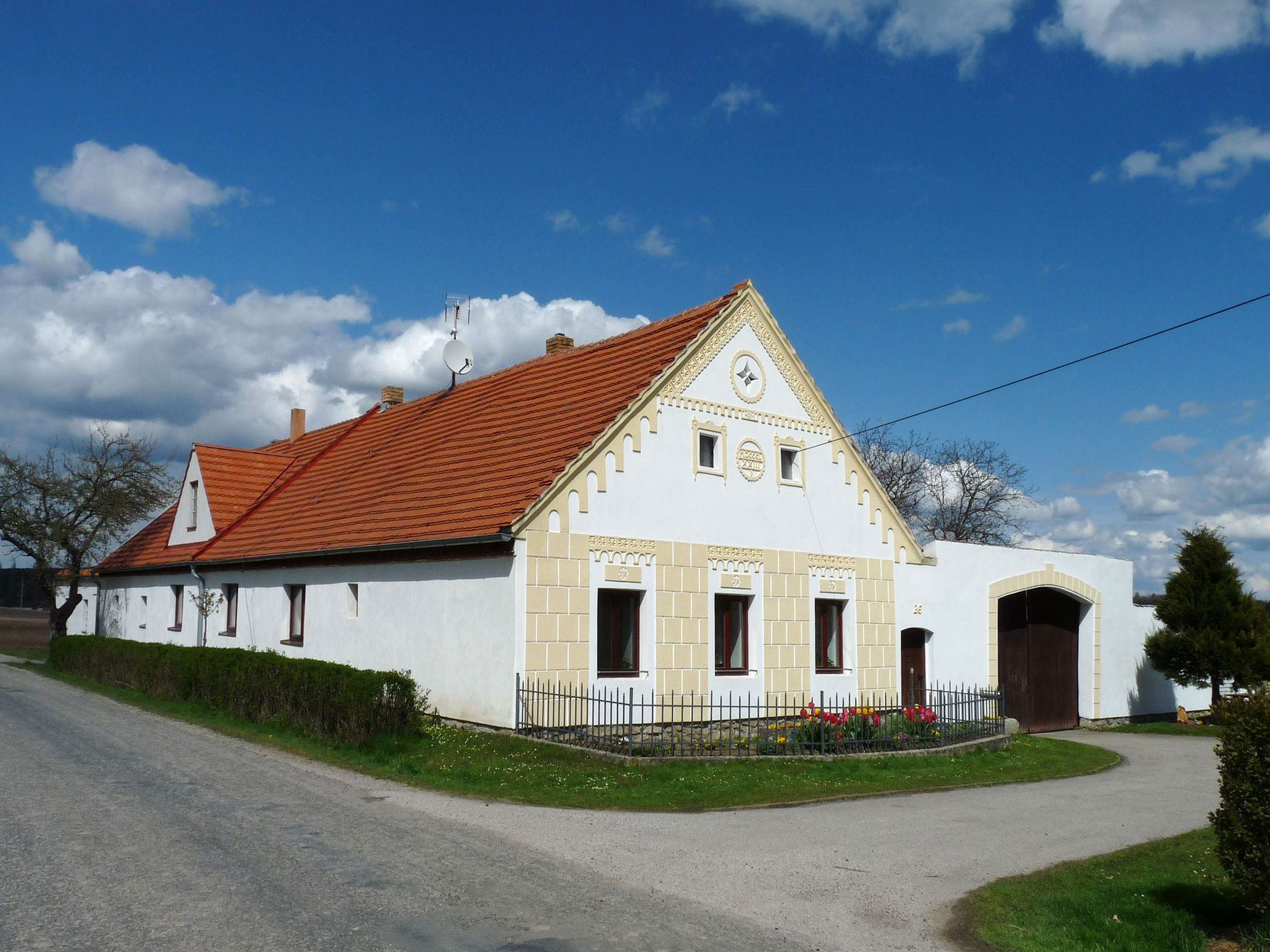
Maison à Habří.

## Transports
Par la route, Habří se trouve à 13 km de České Budějovice et à 164 km de Prague.

## Source
- (cs) Cet article est partiellement ou en totalité issu de l’article de Wikipédia en tchèque intitulé « Habří (okres České Budějovice) » (voir la liste des auteurs).